# Coupe de la Ligue française masculine de handball 2016-2017
Navigation
Coupe de la Ligue 2015-2016 Coupe de la Ligue 2017-2018
La Coupe de la Ligue française de handball masculin 2016-2017 est la 16e édition de la Coupe de la Ligue de handball française, organisée par la Ligue nationale de handball.
Pour la première fois, les clubs de Proligue (D2) participent à la compétition.
Après trois défaites en finale, le Paris Saint-Germain remporte la première coupe de la Ligue de son histoire en battant le HBC Nantes 31 à 27.

## Modalités
Les quatre équipes qualifiées pour le Trophée des champions 2016 (PSG, Montpellier, Nantes et St Raphaël) sont exemptées d'un tour et directement qualifiées pour les huitièmes de finale. En revanche, les quatorze équipes de Proligue (D2) et les dix autres équipes du Championnat de France sont engagés en seizièmes de finale. Ces équipes sont réparties en deux groupes de tirage, les clubs de Proligue d’un côté, les clubs de Lidl Starligue de l’autre et le tirage s’est effectué comme suit : « Les équipes sont tirées par paires afin de déterminer chaque rencontre. Sont alternativement tirées au sort, dans cet ordre, une équipe du groupe n°2 puis une équipe du groupe n°1 et ceci jusqu’à ce que toutes les équipes du groupe n°1 aient été tirées au sort. Il est procédé ensuite au tirage au sort entre les 4 équipes restantes du groupe n°2 afin de déterminer les 2 rencontres restantes. Pour chaque paire de clubs tirée au sort, l’équipe tirée au sort en premier reçoit. »
Les 12 vainqueurs rejoignent en quarts de finale les 4 clubs ayant participé au Trophée des Champions. Viennent ensuite les quarts de finale puis un final four (demi-finales et finale) disputé au cours d'un même week-end.
Remarque : à chaque tour, les rencontres sont déterminées par tirage au sort intégral
Le vainqueur est qualifié pour la Coupe EHF 2017-2018, mais si à l'issue du championnat de France, le club concerné est également qualifié en Ligue des champions, la place en Coupe EHF sera réattribuée en fonction du classement dudit championnat.

## Résultats

### Premier tour
Le tirage au sort de ce premier tour s'est déroulé le 14 juin lors de l'Assemblée Générale de la LNH :
| Date       | Club recevant                       | Score   | Club visiteur     | Rapport          |
| ---------- | ----------------------------------- | ------- | ----------------- | ---------------- |
| 14/09/2016 | Grand Nancy ASPTT (D2)              | 30 – 33 | US Créteil        | Feuille de match |
| 14/09/2016 | Limoges Hand 87 (D2)                | 20 – 0  | Pays d'Aix UCH    | Feuille de match |
| 14/09/2016 | UMS Pontault-Combault HB (D2)       | 24 – 21 | Cesson Rennes MHB | Feuille de match |
| 14/09/2016 | Caen Handball (D2)                  | 31 – 28 | Sélestat AHB      | Feuille de match |
| 14/09/2016 | Tremblay-en-France Handball (D2)    | 36 – 25 | USAM Nîmes Gard   | Feuille de match |
| 14/09/2016 | Massy Essonne Handball (D2)         | 30 – 33 | Fenix Toulouse    | Feuille de match |
| 14/09/2016 | Chartres Métropole HB (D2)          | 30 – 27 | USM Saran         | Feuille de match |
| 14/09/2016 | Valence Handball (D2)               | 20 – 26 | Dunkerque HGL     | Feuille de match |
| 14/09/2016 | Grand Besançon Doubs Handball (D2)  | 26 – 30 | US Ivry           | Feuille de match |
| 14/09/2016 | Billère Handball (D2)               | 23 – 22 | JS Cherbourg (D2) | Feuille de match |
| 14/09/2016 | Saint-Gratien/Sannois Handball (D2) | 30 – 22 | Istres PH (D2)    | Feuille de match |
| 15/09/2016 | Dijon Bourgogne Handball (D2)       | 29 – 38 | Chambéry SMB HB   | Feuille de match |

Parmi les résultats, on peut noter que 4 clubs de Starligue (D1) ont été éliminés par un club de Proligue (D2). Finalement, un cinquième club de Starligue est éliminé : le Pays d'Aix UCH a match perdu par pénalité car il n'a pas respecté la règle sur les licences extracommunautaires lors de la rencontre face à Limoges Hand 87.

### Huitièmes de finale
Le tirage au sort — intégral — a été réalisé par Véronique Pecqueux-Rolland le 15 septembre à la mi-temps du match entre Dijon et Chambery. Les 6 clubs de D2 encore qualifiés sont tous opposés à un club de D1. Après le tirage, le Pays d'Aix UCH est remplacé par Limoges Hand 87. Ivry – Dunkerque est donc le seul match entre équipes de l'élite lors de ces huitièmes de finale.
| Date       | Club recevant              | Score   | Club visiteur              | Rapport          |
| ---------- | -------------------------- | ------- | -------------------------- | ---------------- |
| 29 octobre | Montpellier Handball       | 32 – 28 | Chartres Métropole HB (D2) | Feuille de match |
| 29 octobre | US Ivry                    | 25 – 30 | Dunkerque HGL              | Feuille de match |
| 29 octobre | Tremblay-en-France HB (D2) | 31 – 35 | HBC Nantes                 | Feuille de match |
| 29 octobre | UMS Pontault-Combault (D2) | 27 – 35 | Fenix Toulouse             | Feuille de match |
| 30 octobre | Limoges Hand 87 (D2)       | 24 – 25 | US Créteil                 | Feuille de match |
| 30 octobre | Billère Handball (D2)      | 33 – 26 | Chambéry SMBH              | Feuille de match |
| 30 octobre | Caen Handball (D2)         | 27 – 39 | Paris Saint-Germain        | Feuille de match |
| 30 octobre | Istres PH (D2)             | 22 – 23 | Saint-Raphaël VHB          | Feuille de match |

Parmi les résultats, on peut noter la victoire du Billère Handball (Proligue) face à Chambéry tandis que Créteil et Saint-Raphaël ne se sont imposés que d'un seul but face à Limoges et Istres, tous deux pensionnaires de Proligue.

### Quart de finale
| Date               | Club recevant       | Score   | Club visiteur         | Rapport          |
| ------------------ | ------------------- | ------- | --------------------- | ---------------- |
| 10 décembre, 20h00 | Dunkerque HGL       | 26 – 24 | Fenix Toulouse        | Feuille de match |
| 10 décembre, 20h00 | HBC Nantes          | 29 – 24 | Billère Handball (D2) | Feuille de match |
| 11 décembre, 17h00 | Paris Saint-Germain | 38 – 37 | US Créteil            | Feuille de match |
| 11 décembre, 17h00 | Saint-Raphaël VHB   | 26 – 25 | Montpellier Handball  | Feuille de match |

### Phase finale
La phase finale (Final Four) se déroule au cours d'un même week-end, les 7 et 8 avril 2017, au Complexe René-Tys de Reims. Le tirage au sort des demi-finales a été réalisé le 23 janvier 2017 :
|  | Demi-finales         | Demi-finales         |                     |    | Finale               | Finale               |
|  | Demi-finales         | Demi-finales         |                     |    | Finale               | Finale               |
|  |                      |                      |                     |    |                      |                      |
|  | 7 avril 2017 - 19h00 | 7 avril 2017 - 19h00 |                     |    | 8 avril 2017 - 17h30 | 8 avril 2017 - 17h30 |
|  | 7 avril 2017 - 19h00 | 7 avril 2017 - 19h00 |                     |    | 8 avril 2017 - 17h30 | 8 avril 2017 - 17h30 |
|  | Saint-Raphaël VHB    | 31                   |                     |    | 8 avril 2017 - 17h30 | 8 avril 2017 - 17h30 |
|  | Saint-Raphaël VHB    | 31                   |                     |    | 8 avril 2017 - 17h30 | 8 avril 2017 - 17h30 |
|  | Paris Saint-Germain  | 32                   |                     |    | 8 avril 2017 - 17h30 | 8 avril 2017 - 17h30 |
|  | Paris Saint-Germain  | 32                   | Paris Saint-Germain | 31 |                      |                      |
|  | 7 avril 2017 - 21h00 |                      | Paris Saint-Germain | 31 |                      |                      |
|  |                      | HBC Nantes           | 27                  |    |                      |                      |
|  | Dunkerque HGL        | HBC Nantes           | 27                  | 25 |                      |                      |
|  | Dunkerque HGL        |                      |                     | 25 |                      |                      |
|  | HBC Nantes           | 34                   |                     |    |                      |                      |
|  | HBC Nantes           | 34                   |                     |    |                      |                      |

#### Demi-finales
| 7 avril 2017 19h00 | Saint-Raphaël VHB    | 31 - 32     | Paris Saint-Germain | Complexe René-Tys, Reims Arbitrage : Saïd Bounouara & Khalid Sami |
| 7 avril 2017 19h00 | Raphaël Caucheteux 6 | (14 - 18)   | Uwe Gensheimer 11   | Complexe René-Tys, Reims Arbitrage : Saïd Bounouara & Khalid Sami |
| 7 avril 2017 19h00 | ×2 ×5                | Rapport LNH | ×3                  | Complexe René-Tys, Reims Arbitrage : Saïd Bounouara & Khalid Sami |

Après un départ en fanfare (7-1, 11e), Paris gère son match et rentre au vestiaire avec 4 buts d'avance (18-14, mi-temps) grâce notamment aux 8 réalisations d'Uwe Gensheimer et aux 40% d'arrêts de Thierry Omeyer. Les Parisiens prennent à nouveau 6 buts d'avance (23-17, 39e puis 29-23, 49e), mais, loin de rendre les armes, les hommes de Joël da Silva grignotent peu à peu leur retard et parviennent même à égaliser 31 partout à 4 secondes du terme du match grâce à Raphaël Caucheteux. Mais sur l'engagement, Mikkel Hansen marque un but incroyable d'un missile à 15m et donne la qualification au club de la Capitale.
| 7 avril 2017 | Dunkerque HGL   | 25 - 34     | HBC Nantes         | Complexe René-Tys, Reims Arbitrage : Thierry Dentz et Denis Reibel |
| 7 avril 2017 | Žarko Pejović 6 |             | Eduardo Gurbindo 6 | Complexe René-Tys, Reims Arbitrage : Thierry Dentz et Denis Reibel |
| 7 avril 2017 | ×3              | Rapport LNH | ×3                 | Complexe René-Tys, Reims Arbitrage : Thierry Dentz et Denis Reibel |

Après un premier quart d'heure disputé (7-6, 17e), les hommes de Thierry Anti vont peu à peu creuser l'écart, pour rejoindre les vestiaires avec trois longueurs d’avance (15-12, mi-temps). En début de deuxième mi-temps, grâce notamment à un bon Cyril Dumoulin (17 arrêts à 42%), les Nantais creusent l'écart face à une équipe nordiste trop vite démunie avec un +6 à la 37e minute (20-14) puis  un +11 à la 47e minute (29-18). Les Dunkerquois ne reviendront jamais dans le match et Nantes s'impose finalement 34 à 25.

#### Finale
| 8 avril 2017 17h30 | Paris Saint-Germain | 31 - 27   | HBC Nantes       | Complexe René-Tys, Reims Arbitrage : Saïd Bounouara & Khalid Sami |
| 8 avril 2017 17h30 | Nedim Remili 8      | (16 - 16) | Olivier Nyokas 7 | Complexe René-Tys, Reims Arbitrage : Saïd Bounouara & Khalid Sami |
| 8 avril 2017 17h30 | ×3                  | Rapport   | ×3               | Complexe René-Tys, Reims Arbitrage : Saïd Bounouara & Khalid Sami |

Les deux équipes se rencontrent pour la 5e fois de la saison après le Trophée des champions en début de saison (victoire du PSG 35-26), le match aller en championnat fin décembre (victoire de Nantes 37 à 31) et les deux confrontations en huitièmes de finale de la Ligue des champions une et deux semaines plus tôt (26-26 à Nantes puis 35-27 à Paris).
Nantes démarre mieux la rencontre et prend trois buts d'avance (7-10, 13e) dans le sillage du bras d'Olivier Nyokas (7 buts). Mais le PSG revient au score et s'ensuit un mano à mano conclu sur une ultime parade à 7m de Gorazd Skof permettant aux deux équipes de rentrer au vestiaire sur un score de parité (16-16, mi-temps). Mais dès le début de 2e mi-temps, les coéquipiers de Nikola Karabatic (7 buts) prennent une avance de trois buts (20-17, 34e) derrière laquelle les Nantais ne cesseront de lutter, en vain (20-17, 34e, 27-23, 49e et 30-27, 58e). Après trois finales perdues, Paris remporte enfin la première Coupe de la Ligue de son histoire.

## Vainqueur
| Vainqueur de la Coupe de la Ligue 2016-2017 Paris Saint-Germain 1re victoire |